# コマルカ・デ・メイラ
コマルカ・デ・メイラ（Comarca de Meira）はガリシア州ルーゴ県のコマルカで、同県の東北部に位置する。
メイラ、ポル、リベイラ・デ・ピキン、リオトルトの4自治体によって構成される。
隣接するコマルカは、北がコマルカ・ダ・マリーニャ・セントラル、北東がコマルカ・ダ・マリーニャ・オリエンタル、東がコマルカ・ダ・フォンサグラーダ、南がコマルカ・デ・ルーゴ、西がコマルカ・ダ・テーラ・チャに接している。
面積は311.7km²で、2010年の人口は5,748人。コマルカの中心地区は自治体メイラのメイラ教区のメイラ地区。

## 地理
| コマルカ・デ・メイラの構成自治体（2010年）             |            |             |                    |
| 自治体                                                 | 人口（人） | 面積（km²） | 人口密度（人/km²） |
| メイラ                                                 | 1,787      | 46.5        | 38.4               |
| ポル                                                   | 1,797      | 125.9       | 14.3               |
| リベイラ・デ・ピキン                                   | 664        | 73.0        | 9.1                |
| リオトルト                                             | 1,500      | 66.3        | 22.6               |
| 計                                                     | 5,748      | 311.7       | 18.4               |
| 出典: INE（スペイン国立統計局）、IGE（ガリシア統計局） |            |             |                    |